# Ouled Sidi Brahim
Ouled Sidi Brahim (em árabe: ولاد سيدي براھيم) é uma cidade e comuna localizada na província de Bordj Bou Arreridj, Argélia. Segundo o censo de 2008, a população total da cidade era de 2 705 habitantes.